# 소련 공산당 서기장
소비에트 연방 공산당 중앙위원회 서기장(러시아어: Генеральный секретарь Центра́льного комите́та Коммунистической партии Советского Союза 게네랄니 세크레타리 첸트랄노고 코미테타 콤무니스티체스코이 파르티이 소베츠코고 소유자[*])은 소련 공산당의 제1 지도자로써  소비에트 사회주의 공화국 연방의 최고 지도자였다.
1924년까지의 소련의 국가원수는 최고 소비에트 상임간부회 주석, 정부수반은 인민위원평의회 주석 및 그 후신인 소련 각료평의회 주석이었다. 서기장은 1917년 설치된 "기술서기"를 그 시초로 하며, 이후 1918년 "서기국 주석"으로, 1919년 "책임서기"로 직함을 변경하였고, "서기장" 직함은 1922년부터 사용되기 시작했다. 1923년까지 소련 및 소련 공산당의 최고 지도자는 인민위원평의회 주석 블라디미르 레닌이었다. 1924년 블라디미르 레닌이 사망한 이후 당시 서기장이던 이오시프 스탈린은 소련 공산당의 모든 권력 정점에 섰고, 이에 따라 전 연방 공산당의 서기장이 곧 소비에트 사회주의 공화국 연방의 최고 지도자가 되었다.
1953년에서 1966년 사이 재임한 니키타 흐루쇼프는 "서기장" 대신 제1서기(러시아어: Первый секретарь 페르비 세크레타리[*]) 직함을 사용했으나 흐루쇼프가 실각한 이후 "서기장"으로 다시 복귀되었다.

## 역대 서기장 목록
| 성명 (생몰연도)                                             | 증명사진                                                                                                   | 재임기간                                                    | 비고 |
| 러시아 사회민주노동당 중앙위원회 기술서기 (1917년 – 1918년) | 러시아 사회민주노동당 중앙위원회 기술서기 (1917년 – 1918년)                                                | 러시아 사회민주노동당 중앙위원회 기술서기 (1917년 – 1918년) | 러시아 사회민주노동당 중앙위원회 기술서기 (1917년 – 1918년) |
| ----------------------------------------------------------- | --- | ----------------------------------------------------------- | --- |
| 엘레나 스타소바 (1873년 – 1966년)                           | A woman wearing dark clothes and using a pair of glasses                                                   | 1917년 4월 – 1918년                                         | 기술서기 스타소바에게는 네 명의 여직원이 딸려 있었으며, 이들 다섯 여성은 지구당 세포를 관리, 업무를 할당, 회계 내역 기록, 당 예산 분배, 당 구조 정책 공식화, 신임 인력 배치 등의 자질구레한 일들을 수행했다. |
| 러시아 공산당 중앙위원회 서기국 주석 (1918년 – 1919년)      | |                                                             | |
| 야코프 스베르들로프 (1885년 – 1919년)                       | A man in a black suit, black shirt and wearing a pair of glasses                                           | 1918년 – 1919년 3월 16일                                    | 스베르들로프는 1919년 3월 16일 서기국 주석 재임 중에 사망했다. 재임 기간 동안 정치적 업무보다는 기술적 업무를 담당했다. |
| 엘레나 스타소바 (1873년 – 1966년)                           | A woman wearing dark clothes and using a pair of glasses                                                   | 1919년 3월 – 1919년 12월                                    | 서기국이 해산된 이후 그 후신인 책임서기직이 만들어졌고, 스타소바는 책임서기에 어울리는 인물로는 고려되지 않았다. |
| 러시아 공산당 중앙위원회 책임서기 (1919년 – 1922년)         | |                                                             | |
| 니콜라이 크레스틴스키 (1883년 – 1938년)                     | A man in a grey suit, light shirt and dark tie                                                             | 1919년 12월 – 1921년 3월                                    | 당시 책임서기직은 서기처럼 기능했다. 크레스틴스키는 이미 정치국, 조직국, 서기국에 적을 두고 있었고, 크레스틴스키의 다른 직함들과 비교했을 때 책임서기는 사소한 자리에 불과했다. |
| 뱌체슬라프 몰로토프 (1890년 – 1986년)                       | A man in a dark suit, light shirt and dark tie, smiling                                                    | 1921년 3월 – 1922년 4월                                     | 1921년 3월 열린 러시아 공산당 제10차 대회에서 책임서기로 선출되었다. 대회에서 책임서기가 정치국 총회에 참여해야 한다는 조항이 만들어졌고, 그 덕분에 몰로토프는 정치국 후보위원이 되었다. |
| 전연방 공산당 중앙위원회 서기장 (1922년 – 1952년)           | |                                                             | |
| 이오시프 스탈린 (1878년 – 1953년)                           | | 1922년 4월 3일 – 1952년 10월 16일                           | 블라디미르 레닌의 사후 서기장에 취임한 이오시프 스탈린은 서기장직을 전연방의 최고 지도자직으로 개편하였다. 1934년 열린 전연방 공산당 제17차 대회에서 이오시프 스탈린은 공식적으로 서기장으로 재선출되지는 않았고 그 뒤로 서기장 직함이 이야기에 오르는 일은 거의 없어졌다. 1922년부터 1953년까지 이오시프 스탈린은 소련 공산당 서기장직과 함께 소련의 최고 지도자직을 역임하였다. 1952년 10월 16일 열린 전연방 공산당 제19차 대회에서 서기장직이 공식적으로 폐지되었다. |
| 소련 공산당 중앙위원회 제1서기 (1953년 – 1966년)            | |                                                             | |
| 니키타 흐루쇼프 (1894년 – 1971년)                           | An elderly bald man in a suit, with several medals pinned on it                                            | 1953년 9월 14일 – 1964년 10월 14일                          | 1953년 9월 14일 흐루쇼프는 서기장직을 "제1서기"라는 이름으로 재설치했다. 1957년 제1서기의 권력이 사실상 무한해질 것을 우려한 각료평의회 주석 게오르기 말렌코프에 의해 흐루쇼프는 실각 직전까지 몰렸다. 그러나 정치암투 끝에 말렌코프를 역으로 실각시킨 뒤 흐루쇼프는 제1서기로서 최고권력자가 된다. 1964년 브레즈네프가 흐루쇼프를 실각시키고 그 자리를 이어받았다. |
| 레오니트 브레즈네프 (1906년 – 1982년)                       | | 1964년 10월 14일 – 1966년 4월 8일                           | 흐루쇼프가 제1서기 및 주석직에서 실각하게 된 이후 소련 공산당 중앙위 총회는 한 사람이 서기장과 주석을 겸임하는 것을 금지하였고, 따라서 제1서기직은 레오니트 브레즈네프가, 주석직은 알렉세이 코시긴이 맡게 되었다. 1966년 열린 소련 공산당 제23차 대회에서 "제1서기" 직함이 다시 "서기장"으로 환원되었다. |
| 소련 공산당 중앙위원회 서기장 (1966년 – 1991년)             | |                                                             | |
| 레오니트 브레즈네프 (1906년 – 1982년)                       | | 1966년 4월 8일 – 1982년 11월 10일                           | 흐루쇼프를 실각시킨 뒤 서기장에 오른 레오니트 브레즈네프와 주석에 오른 코시긴은 권력을 양분하여 집단지도체제를 형성하였고 때문에 브레즈네프 재임 초기에는 뚜렷한 최고권력자가 없었다. 이후 1970년대가 되면서 브레즈네프의 영향력이 코시긴의 그것을 압도하기 시작했고, 브레즈네프는 급진적 개혁 시도를 거부하면서 서기장의 권한을 다시 확대하였다. |
| 유리 안드로포프 (1914년 – 1984년)                           | A baldman in a suit wearing glasses                                                                        | 1982년 11월 12일 – 1984년 2월 9일                           | 안드로포프는 브레즈네프의 장례식을 준비 및 관리하는 위원회의 의장이 되면서 서기장 후보 물망에 올랐다. 브레즈네프와 동일한 방식으로 국가를 운영하였으나 재임 2년 만에 사망하였다. |
| 콘스탄틴 체르넨코 (1911년 – 1985년)                         | | 1984년 2월 13일 – 1985년 3월 10일                           | 안드로포프의 후임 서기장으로 선출되었을 당시 체르넨코는 이미 72세였고 건강이 급속히 악화되었다. 체르넨코 역시 브레즈네프와 동일한 방식으로 국가를 운영했는데 1년 만에 사망하였다. |
| 미하일 고르바초프 (1931년 – 2022년)                         | A man in a grey suit, white shirt and dark tie, balding with grey hair, he has a birthmark on his forehead | 1985년 3월 11일 – 1991년 8월 24일                           | 소련 붕괴 직전인 1990년에 열린 소련 인민대표회의는 1977년 소련 헌법에서 제6조를 삭제할 것을 의결했다. 이는 곧 소련 공산당이 “소비에트 사회를 지도하고 안내하는 힘”으로서의 지위를 상실한 것으로서 그 결과 서기장의 권력도 대폭 줄어들었다. 서기장직이 유명무실화된 이후 고르바초프는 대통령 직함으로 나라를 다스렸다. 1991년 8월 쿠데타의 여파로 고르바초프는 같은 달 24일 모든 당직에서 사퇴한다.                                                                      |
| 블라디미르 이바시코 (권한대행) (1932년 – 1994년)            | | 1991년 8월 24일 – 1991년 8월 29일                           | 이바시코는 소련 공산당 제28차 대회에서 부서기장으로 선출되었다. 고르바초프가 사임함에 따라 서기장 권한대행이 되었으나 이 시기에 이르면 소련 공산당은 정치적으로 무력화되어 있었고 8월 29일 공산당이 아예 불법정당으로 금지됨으로써 이바시코의 서기장 임기는 불과 닷새만에 끝났다. |

## 같이 보기
- 중국공산당 중앙위원회 총서기
- 베트남 공산당 중앙위원회 총비서
- 조선로동당 총비서
- 체게트

## 참고 자료
- Backes, Uwe; Moreau, Patrick (2008). Communist and Post-Communist Parties in Europe. Vandenhoeck & Ruprecht. ISBN 978-3-525-36912-8.
- Baylis, Thomas A. (1989). Governing by Committee: Collegial Leadership in Advanced Societies. State University of New York Press. ISBN 978-0-88706-944-4.
- Brown, Archie (2009). The Rise & Fall of Communism. Bodley Head. ISBN 978-0061138799.
- Chubarov, Alexander (2003). Russia's Bitter Path to Modernity: A History of the Soviet and post-Soviet Eras. Continuum International Publishing Group. ISBN 978-0826413505.
- Clements, Barbara Evans (1997). Bolshevik Women. Cambridge University Press. ISBN 978-0521599207.
- Fainsod, Merle; Hough, Jerry F. (1979). How the Soviet Union is Governed. Harvard University Press. ISBN 978-0674410305.
- Fairfax, Kaithy (1999). Comrades in Arms: Bolshevik Women in the Russian Revolution. Resistance Books. ISBN 090919694X.
- Grill, Graeme (2002). The Origins of the Stalinist Political System. Cambridge University Press. ISBN 978-0521529365.
- March, Luke (2002). The Communist Party In Post-Soviet Russia. Manchester University Press. ISBN 978-0-7190-6044-1.
- Kort, Michael (2010). The Soviet Colossus: History and Aftermath. M.E. Sharpe. ISBN 978-0-7656-2387-4.
- McCauley, Martin (1998). Gorbachev. Pearson Education. ISBN 978-0582437586.
- McCauley, Martin (1997). Who's who in Russia since 1900. Routledge. ISBN 0-415-13898-1.
- Medvedev, Zhores; Medvedev, Roy (2006). The Unknown Stalin. I.B. Tauris. ISBN 978-1585675029.
- Noonan, Norma (2001). Encyclopedia of Russian Women's Movements. Greenwood Publishing Group. ISBN 978-0313304385.
- Phillips, Steve (2001). The Cold War: conflict in Europe and Asia. Heinemann. ISBN 978-0435327361.
- Ra'anan, Uri (2006). Flawed Succession: Russia's Power Transfer Crises. Lexington Books. ISBN 978-0739114025.
- Radetsky, Peter (2007). The Soviet Image: A Hundred Years of Photographs from Inside the TASS Archives. Chronicle Books. ISBN 978-0811857987.
- Rappaport, Helen (1999). Joseph Stalin: A Biographical Companion. ABC-CLIO. ISBN 978-1576070840.
- Rogovin, Vadim (2001). Stalin's Terror of 1937–1938: Political Genocide in the USSR. Mehring Books. ISBN 978-1893638082.
- Service, Robert (2009). History of Modern Russia: From Tsarism to the Twenty-first Century. Penguin Books Ltd. ISBN 978-0674034938.
- Taubman, William (2003). Khrushchev: The Man and His Era. W.W. Norton & Company. ISBN 978-0393051445.
- Ulam, Adam (2007). Stalin: The Man and His Era. Tauris Parke Paperbacks. ISBN 978-1-84511-422-0.
- Vasilʹeva, Larisa Nikolaevna (1994). Kremlin Wives. Arcade Publishing. ISBN 978-1559702607.
- White, Stephen (2000). Russia's New Politics: The Management of a Postcommunist Society. Cambridge University Press. ASIN B003QI0DQE.
- Williamson, D.G. (2007). The Age of the Dictators: A Study of the European Dictatorships, 1918–53 1판. Pearson Education. ISBN 978-0582505803.
- Zemtsov, Ilya (2001). Encyclopedia of Soviet Life. Transaction Publishers. ISBN 978-0887383502.